# 高岡インターチェンジ
高岡インターチェンジ（たかおかインターチェンジ）は、富山県高岡市の能越自動車道（高岡砺波道路）上にあるインターチェンジである。

## 完成までの紆余曲折
高岡ICがあった場所は住宅と水田が広がっていた。1988年に建設ルートが発表されると、建設予定地からは大規模な反対運動が起こった。中でも高岡市池田地区は全36戸中12戸と約1/3がインターチェンジ建設による移転対象になった為、集落の維持が出来なくなるという危機感もあり、特に反対が強かった（強硬に反対した理由は、これ以外にも土地改良事業が完了したばかりだったことも挙げられる）。
住民側からはルート変更を高岡市や国に求めたものの、協議は難航。交渉の末、地域住民の要望を最大限受け入れるという条件で、住宅団地新設での集団移転に同意する。この時、挙げられた要望は移転先の確保・雨天時の排水対策など26項目あり、そのほとんどが達成されたという。
このインターチェンジ完成による移転は、池田地区の集団移転を含め約50戸にのぼった。

## 歴史
- 2000年（平成12年）7月19日 : 福岡IC  - 高岡IC間開通に伴い供用開始。
- 2004年（平成16年）6月13日 : 高岡IC - 高岡北IC間開通。
- 2018年（平成30年）6月20日 : 福岡本線料金所廃止により、小矢部東IC - 当ICが実質無料となる[2]。

## 道路
- E41 能越自動車道（高岡砺波道路）（3番）

## 接続する道路
- 国道8号

高岡市街地の西側で接続する。ICの周辺は西高岡拡幅事業として2006年度までに4車線化が完成（ただし同事業6.0kmのうち終点側0.9km間は事業休止中で、引き続き2車線区間となっている）。
- 高岡環状道路（都市計画道路3・1・446号高岡環状南線）

北陸新幹線の開業に合わせ新高岡駅周辺整備の一環として策定されたもので、2014年度内に開通予定。高岡市内はおろか、県道高岡小杉線を介して高岡ICから小杉ICや富山市街地方面へ連続片側2車線の道路で結ばれる事となり、高岡ICの利用圏拡大と利便性向上が期待される。

## 周辺
- あいの風とやま鉄道線 西高岡駅
- 道の駅万葉の里 高岡
- BBSジャパン（旧ワシマイヤー）
- 北陸コカ・コーラボトリング本社
- DCM

## 隣
E41 能越自動車道（高岡砺波道路）
(2)福岡IC - 福岡PA - (3)高岡IC - (4)高岡北IC